# California Breed
California Breed byla americká rocková skupina, založená v Los Angeles v Kalifornii. Tuto superskupinu tvořil zpěvák a baskytarista Glenn Hughes, kytarista Andrew Watt a bubeník Jason Bonham. Jde o nástupce skupiny Black Country Communion, ve které působili Bonham a Hughes. Své první album nazvané California Breed skupina nahrála koncem roku 2013 s producentem Davem Cobbem; album vyšlo v květnu 2014 u vydavatelství Frontiers Records. Nedlouho po vydání alba, v srpnu 2014, ze skupiny Bonham z důvodu časové vytíženosti jinými projekty odešel a na postu bubeníka jej nahradil Joey Castillo. Později se ukázalo, že Bonhamův odchod je trvalý, a v lednu 2015 kapela oznámila svůj rozpad.

## Diskografie
- California Breed (2014)